# ثوم غشائي
ثوم غشائي (الاسم العلمي: Allium membranaceum) هو نوع من النباتات يتبع جنس الثوم من فصيلة النرجسية.